# Hohes Aderl
Das Hohe Aderl ist ein 3506 m ü. A. hoher Berggipfel der Venedigergruppe in Osttirol. Er wurde 1854 erstmals von H. v. Acken mit Messgehilfen erstiegen. Die erste Winterersteigung gelang R. Spannagel mit J. Unterwurzacher und J. Ensmann am 27. Mai 1892. 

## Lage
Das Hohe Aderl liegt im Zentrum der Venedigergruppe im Kamm des Hohen Gletscherdachs knapp südlich der Landesgrenze zwischen dem Bundesland Salzburg und Osttirol bzw. im Norden von Prägraten am Großvenediger. Inmitten der Kernzone des Nationalparks Hohe Tauern gelegen befindet sich das Hohe Aderl am Südgrat des Großvenedigers (3657 m ü. A.). Da das Hohe Aderl nur wenig höher als die Hohes-Aderl-Scharte (3480 m ü. A.) liegt, wird der Gipfel nicht als selbständiger Gipfel bewertet. Nach Süden zieht sich der Südgrat des Großvenedigers weiter zur Hohen Ader (3225 m ü. A.), die in der Schwarzen Ader (2988 m ü. A.) endet. Im Osten befindet sich das Rainertörl (3406 m ü. A.), an dem das nördlich gelegene Schlatenkees mit dem südlichen gelegenen Inneren Mullwitzkees zusammenstoßt. Das Rainertörl trennt dabei das Hohe Aderl vom Rainerhorn (3559 m ü. A.). Im Westen befindet sich mit dem Dorferkees ein weiterer Gletscher. Nächstgelegene Schutzhütten sind die Neue Prager Hütte im Nordosten, die Kürsingerhütte im Nordwesten, die Badener Hütte im Südwesten sowie Defreggerhaus und Eisseehütte im Süden. 

## Aufstiegsmöglichkeiten
Der Normalweg auf das Hohe Aderl nimmt seinen Ausgang im Rainertörl, das beispielsweise über den Großvenediger-Südanstieg vom Defreggerhaus über das Innere Mullwitzkees erreicht werden kann. Der Aufstieg vom Rainertörl erfolgt auf mäßig geneigtem Schneehang zum Gipfel (unschwierig). Eine Alternative besteht mit der Besteigung des Südwestgrats aus dem Aderschartl (II). 